# ロチェスターヒルズ (ミシガン州)
ロチェスターヒルズ（英: Rochester Hills）は、アメリカ合衆国ミシガン州南東部オークランド郡東部の都市である。デトロイト市北の郊外にあり、同都市圏に属している。人口は7万6300人（2020年）。ロチェスター市の三方を囲むようにして直ぐ西にあり、同市と特徴ある関係があることから、住民はこの地域を単に「ロチェスター」あるいは「ロチェスター地域」と呼んでいる。
ルージュ川の本流の水源がロチェスターヒルズにある。

## 市の中の町
- ストーニークリーク、国勢調査の指定地域にはなっていない村であり、市内北東端にあり、ロチェスター市と接している。
- イェーツ、ロチェスター市およびマコーム郡シェルビー郡区と接している (北緯42度40分25秒 西経83度05分45秒 / 北緯42.67361度 西経83.09583度 ; 標高: 669 フィート/204 m)[5]

## 歴史
ロチェスターヒルズとなった地域に入って来た最初のヨーロッパ系開拓者は、1817年に到着したジェイムズ・グラハムだった。1835年、エイボン郡区が編成された。1869年、この郡区の中でロチェスター市が村として法人化された。この郡区は1948年にホームルール法の下にチャーターを採択した。同年にはまた、オーバーン道路とハムリン道路の間、デキンダー道路のすぐ西の地域のために「ブルックランズ」という郵便局が設立された。
1966年、村民の投票によりロチェスター市となり、1967年2月に有効となった。その結果、ロチェスター市民は別の自治体となったので、郡区に資産税を払う必要がなくなった。
1967年、エイボン郡区は市になるための請願書を提出した。1968年1月、郡区住民の投票により、市の状態になることを求める請願書の提出を承認した。その後、1969年3月、1970年5月、1971年9月の3回、市の憲章案が住民投票に掛けられ、その度に却下された。ロチェスター市は郡区の全体を併合しようとしたが、ミシガン州境界委員会から全会一致で否決された。1972年、エイボン郡区とロチェスターを統合する請願書が提出された。1974年4月、その統合提案書は郡区の方では350票差で否決され、ロチェスター市の方では4票差で肯定された。1974年5月、ロチェスター市がエイボン郡区の中から2.2平方マイル (5.7 km2) の領域を併合する請願書が提出され、ミシガン州境界委員会から承認された。エイボン郡区は1978年8月、「エイボン・チャーター郡区」となった。裁判所はこの1973年の併合に異議申し立てを行い、訴訟は1981年11月まで続き、郡区は併合した領域を元に戻すよう命令された。
1984年5月、郡区住民の投票により市憲章が承認された。1984年11月20日、エイボン郡区はロチェスターヒルズ市となった。この新しい市の名前が投票に付された。代案は「エイボンヒルズ」だった。この地域は歴史的にロチェスターと結びつきがあり、新しいロチェスターヒルズはそれを取り囲むうねりのある丘陵だったので、「ロチェスターヒルズ」という名前が圧倒的多数で選ばれた。郡区監督官のアール・E・ボーデンが、ロチェスターヒルズ初代市長になった。

## 地理
ロチェスターヒルズ市は、北にオークランド・チャーター郡区、南にトロイ市、東にマコーム郡シェルビー郡区、西にオーバーンヒルズ市と接している。ロチェスター市とはその南、東、西で接している。
アメリカ合衆国国勢調査局に拠れば、市域全面積は32.91平方マイル (85.24 km2)であり、このうち陸地32.82平方マイル (85.00 km2)、水域は0.09平方マイル (0.23 km2)で水域率は0.27%である。市内の標高は南東部の690フィート (210 m) から北西部の1,010フィート (310 m) まで変化している。

## 人口動態

### 2010年国勢調査
以下は2010年国勢調査による人口統計データである。
| 基礎データ - 人口: 70,995 人 - 世帯数: 27,578 世帯 - 家族数: 19,308 家族 - 人口密度: 835.2人/km2（2,163.2 人/mi2） - 住居数: 29,494 軒 - 住居密度: 347.0軒/km2（898.7 軒/mi2） 人種別人口構成 - 白人: 89.1% - アフリカン・アメリカン: 2.5% - ネイティブ・アメリカン: 0.2% - アジア人: 4.5% - その他の人種: 0.7% - 混血: 1.9% - ヒスパニック・ラテン系: 1.1% | 年齢別人口構成 - 18歳未満: 23.7% - 18-24歳: 7.7% - 25-44歳: 24.6% - 45-64歳: 30.3% - 65歳以上: 13.8% - 年齢の中央値: 41歳 - 性比（女性100人あたり男性の人口） - 総人口: 93.8 世帯と家族（対世帯数） - 18歳未満の子供がいる: 33.2% - 結婚・同居している夫婦: 59.2% - 未婚・離婚・死別女性が世帯主: 8.1% - 非家族世帯: 30.0% - 単身世帯: 25.7% - 65歳以上の老人1人暮らし: 10.3% - 平均構成人数 - 世帯: 2.53人 - 家族: 3.08人 |

2000年から2010年の10年間で、アジア系住民の人口は全体の約10%にまで増加し、2000年と比べて61%の増加だった。

## 市政府
ロチェスターヒルズ市は市長・市政委員会方式の政府を採用している。市政委員会は委員7人で構成され、そのうち4人は4つの小選挙区から各1人が、残り3人は市全体を選挙区に選出される。任期は4年間であり、多選制限は2期8年間である。

## 教育
ロチェスター・コミュニティ教育学区が市内の大半をカバーしている。ロチェスター・アダムズ高校、ロチェスター高校、ストーニークリーク高校の3校が入っている。
市内の一部はエイボンデール教育学区に入っている。その多くは市内にあるディアフィールド小学校の校区である。その他にオーバーンヒルズ市のオーバーン小学校、トロイ市のウッドランド小学校がある。中学校はロチェスターヒルズにあるエイボンデール中学校、高校はオーバーンヒルズにあるエイボンデール高校である。メドウズ学校、エイボンデール・アカデミー、およびエイボンデール教育学区交通部がロチェスターヒルズ市内にある。
ロチェスター市内にはロチェスターヒルズ高校図書館があり、ロチェスター市とオークランド郡区がその住民の利用について契約している。
日本語の補習授業校であるデトロイトりんご会補習授業校は一時期、ロチェスターヒルズにある元オークランド・スタイナー学校に管理事務所を置いていた。

## 著名な出身者
以下のリストはロチェスターヒルズ市、ロチェスター市、およびオークランド郡区出身の著名人である。
- マドンナ、歌手、女優、ロチェスターヒルズ市で育った。ロチェスター・アダムズ高校卒[11]
- エミー・フレージャー、プロテニス選手、ロチェスター・アダムズ高校卒
- ジェイ・ギボンズ、メジャーリーグベースボール選手、ボルチモア・オリオールズ[12]
- ジャナ・クレイマー、カントリー・ミュージック歌手、女優
- エミネム、本名:マーシャル・ブルース・マザーズ3世、ラッパー、俳優、プロデューサー、現在はオークランド郡区に住んでいる
- ジョーイ・スタージス、音楽プロデューサー、ロチェスターに住んでいる
- ジェイソン・バリテック、メジャーリーグベースボール選手、ボストン・レッドソックス、ロチェスター生まれ
- ディタ・フォン・ティース、バーレスクダンサー、フェティッシュ・モデル、女優
- アイリーン・ウォーノス、連続殺人犯、ロチェスター生まれ